# Cácota (ort)
Cácota är en ort i Colombia.   Den ligger i departementet Norte de Santander, i den norra delen av landet, 300 km nordost om huvudstaden Bogotá. Cácota ligger 2 407 meter över havet och antalet invånare är 1 415.
Terrängen runt Cácota är bergig österut, men västerut är den kuperad. Runt Cácota är det ganska glesbefolkat, med 42 invånare per kvadratkilometer. Närmaste större samhälle är Pamplona, 12,0 km norr om Cácota. I omgivningarna runt Cácota växer i huvudsak städsegrön lövskog.